# 日本貿易振興機構
独立行政法人日本貿易振興機構（にほんぼうえきしんこうきこう、英語: Japan External Trade Organization; JETRO、ジェトロ）は、東京都港区赤坂に本部を構える経済産業省所管の中期目標管理法人たる独立行政法人。設置法は独立行政法人日本貿易振興機構法（平成14年法律第172号）。2003年（平成15年）10月1日設立。職員数は日本国内1,045名、日本国外721名。日本の貿易の振興に関する事業、開発途上国・地域に関する研究を幅広く実施している。

## 概要
前身は1951年（昭和26年）、経団連の傘下の一般社団法人日本貿易会が設立した財団法人海外市場調査会である。
海外市場調査会は、大阪財界の肝いりで1954年（昭和29年）8月、国際見本市協議会、日本貿易斡旋所協議会を統合し、財団法人海外貿易振興会となる。初代理事長は大阪商工会議所会頭の杉道助。当初は大阪市北区に本部が置かれ、『海外市場月報』を出版した。
日本貿易振興会法に基づいて日本貿易振興会となる前には、同名団体として明治期に設立された日本貿易振興会（1947年に同じく日本貿易会の傘下になり解散したとされている）と、1956年に『海外市場』を出版していた日本貿易振興会が存在したが、直接の関係は不明である。
1958年（昭和33年）7月、日本貿易振興会法に基づき、特殊法人日本貿易振興会に改組した。
1998年（平成10年）、アジア経済研究所と統合した。2003年（平成15年）10月、独立行政法人となり、名称を日本貿易振興機構とした。外務省が管轄する在外公館に次いで幅広い海外ネットワークを持ち、在外日本企業の支援を行うとともに、海外経済に関する情報の収集を行っている。このため、外国では情報機関と看做されることもある。
また地方企業の海外進出・輸出や、地方への外資誘致を支援するため、全都道府県51か所に窓口を設けている。 
発足時から通商産業省（現:経済産業省）と密接な関係があったことから、通商産業省の別働隊という表現をされたこともある。

## 組織
以下公式ホームページによる
- 本部（東京）
- 大阪本部：前身組織の成立地が大阪であるため、現在も大阪には事務所でなく「大阪本部」を残している。専門図書館であるビジネスライブラリーも東京のほか、大阪にも設置されている。
- 55か国76か所の海外事務所
- 国内貿易情報センター 48事務所、1支所
- アジア経済研究所（略称「アジ研」）
- 日本食品海外プロモーションセンター（JFOODO）

### 歴代理事長
| 代 | 氏名       | 在任期間                | 就任前後の主要な役職                                   |
| -- | ---------- | ----------------------- | ------------------------------------------------------ |
| 1  | 杉道助     | 1954年8月 - 1964年12月  | 大阪商工会議所会頭                                     |
| 2  | 駒村資正   | 1964年12月 - 1969年10月 | 江商社長、大阪商工会議所副会頭（1965年）               |
| 3  | 原吉平     | 1969年11月 - 1974年7月  | 関西経済同友会代表幹事、ユニチカ会長                   |
| 4  | 西村純平   | 1974年7月 - 1978年7月   | 関西経済同友会代表幹事、住友銀行副頭取                 |
| 5  | 村田恒     | 1978年7月 - 1983年9月   | 通産省石炭局長、三井物産副社長                         |
| 6  | 赤澤璋一   | 1983年9月 - 1990年12月  | 通産省重工業局長、富士通副会長                         |
| 7  | 増田実     | 1990年12月 - 1993年7月  | 通商産業審議官、東京電力副社長                         |
| 8  | 豊島格     | 1993年7月 - 1998年6月   | 資源エネルギー庁長官、コスモ石油副社長                 |
| 9  | 畠山襄     | 1998年6月 - 2002年7月   | 通商産業審議官、ジェトロ副理事長、国際経済交流財団会長 |
| 10 | 渡辺修     | 2002年7月 - 2007年3月   | 通商産業事務次官、石油資源開発社長                     |
| 11 | 林康夫     | 2007年4月 - 2011年9月   | 中小企業庁長官、三井物産副社長                         |
| 12 | 石毛博行   | 2011年10月 -2019年3月   | 経済産業審議官、損害保険ジャパン顧問                   |
| 13 | 佐々木伸彦 | 2019年4月 - 2023年3月   | 経済産業審議官、富士通執行役員副会長                   |
| 14 | 石黒憲彦   | 2023年4月 -             | 経済産業審議官、NEC執行役員副社長                      |

## 沿革
- 1951年2月 - （財）海外市場調査会（Japan Export Trade Research Organization / JETRO）が大阪に設立される。
- 1954年2月 - 国際見本市協議会・日本貿易斡旋所協議会と統合し、（財）海外貿易振興会（Japan External Trade Recovery Organization / JETRO）が発足。
  - 1958年7月 - 通商産業省所管の特殊法人、日本貿易振興会（Japan Export Trade Promotion Agency / JETRO）として発足。本部東京。
- 1961年6月 - 英文名称をJapan External Trade Organization/ JETROと改称。
- 1998年7月 - 通商産業省所管の特殊法人アジア経済研究所と統合。
- 2003年10月 - 独立行政法人日本貿易振興機構発足。

このように、名称は日本語・英語とも何度か変遷しているが、略称は財団法人としての発足当時から「JETRO / ジェトロ」で変更がない。JETROの英文略称は、1951年当時にイギリスの輸出振興機関であったBETRO（British Export Trade Research Organization）を手本にしたといわれる（BETRO自体は1952年に解散したが、現在イギリスではUKTIが貿易振興と対内投資誘致を実施している）。

## 主な事業
- 中小企業等の国際ビジネス展開の支援
- 地域活性化に向けた対日投資や地域間連携の促進
- 在外日本企業の海外ビジネス展開支援
- 貿易投資相談・情報提供
- ビジネスに役立つ各種海外情報の収集・提供
- 経済連携協定（EPA）への協力
- 開発途上国の経済発展支援
- アジア経済研究所における開発途上国研究

## JETRO輸入車ショウルーム

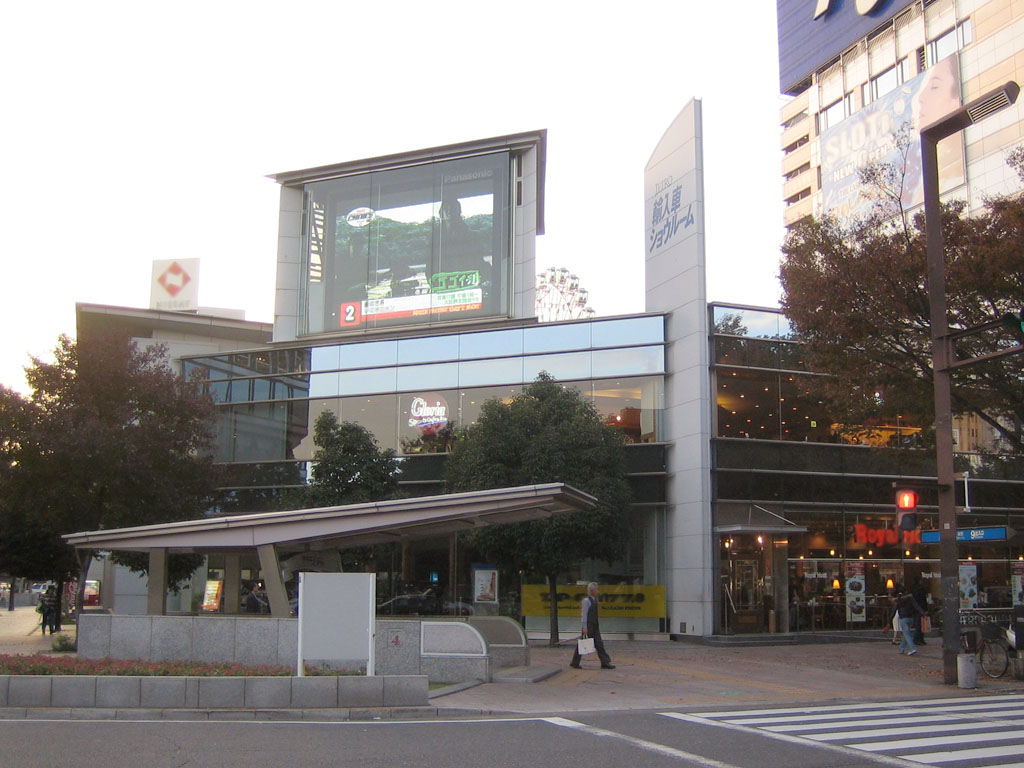
名古屋にあったJETRO輸入車ショウルーム

JETRO輸入車ショウルームとは、かつて東京都、大阪府大阪市、愛知県名古屋市にあった日本貿易振興機構の輸入車の総合ショールームである。いずれも1996年（平成8年）に開業したが、東京ショールーム（東京都港区三田3丁目9番6号）は2004年（平成16年）3月31日に閉鎖、大阪ショウルーム（大阪市北区中崎西2丁目4番12号梅田センタービル1階/5階）、名古屋ショールーム（名古屋市中区錦3丁目25番20号）は2005年（平成17年）12月25日に閉鎖された。
名古屋ショールームはZIP-FMのサテライトスタジオFiera ZIP CORNERを設けており、『ZIP SATURDAY JUNGLE』（Navigator：ターザン山下）など毎週土曜日に定期公開生放送を行っていた。また不定期でトヨタ博物館などが所有するクラシックカーなどを展示する場合もあった。名古屋ショールームは後に改装され2006年10月12日に日本初のロボット博物館「ロボットミュージアム in 名古屋」となったが2008年1月に閉鎖。その後、同建物を改装して三井住友銀行「SMBCパーク栄」が2008年6月にオープンした。

## 海外事務所

### アジア
アフマダーバード、チェンナイ、ニューデリー、ベンガルール、ムンバイ、ジャカルタ、ソウル特別市、プノンペン、シンガポール、コロンボ、バンコク、広州市、上海市、成都市、大連市、青島市、武漢市、北京市、香港、カラチ、ダッカ、マニラ、ハノイ、ホーチミン市、クアラルンプール、ヤンゴン、ヴィエンチャン

### オセアニア
シドニー、オークランド

### 北米
アトランタ、サンフランシスコ、シカゴ、ニューヨーク、ヒューストン、ロサンゼルス、トロント、バンクーバー

### 中南米
ブエノスアイレス、ボゴタ、サンティアゴ (チリ)、サンパウロ、カラカス、リマ、メキシコシティ

### 欧州
ミラノ、キーウ、ロンドン、ウィーン、アムステルダム、ジュネーヴ、マドリード、プラハ、デュッセルドルフ、ベルリン、ミュンヘン、ブダペスト、パリ、ブリュッセル、ワルシャワ、ブカレスト

### ロシア・中央アジア・コーカサス
タシュケント、モスクワ

### 中東
ドバイ、テルアビブ、テヘラン、リヤド、イスタンブール

### アフリカ
カイロ、アディスアベバ、ナイロビ、アクラ、アビジャン、ラゴス、ヨハネスブルグ、マプト、ラバト

## 関連人物
- 杉山金太郎 - 実業家。前身の理事。
- 水上達三 - 1981年の日本貿易会会長時代に貿易研究所（現・国際貿易投資研究所）設立のイニシアチブをとった。1989年、ジェトロの支援の下で貿易研究所が発展的に解消され、財団法人 国際貿易投資研究所が設立された[11]。
- 長友貴樹 - 元職員、調布市長
- 堀武昭 - 元職員、作家
- 雷蕾 - 元職員、起業家、YouTuber